# Ida Laura Pfeiffer
Ida Laura Pfeiffer (Viena, 14 de octubre de 1797 - ib.27 de octubre de 1858) fue una exploradora y escritora de viajes austriaca. A los 45 años abandonó su vida de ama de casa y se fue a viajar por el mundo. Llegó a dar la vuelta al mundo en dos ocasiones y fue la primera mujer europea en recorrer el interior de la isla de Borneo. Ida se convirtió en una escritora de viajes de éxito. Sus crónicas llamaban poderosamente la atención, ya que viajar sola era algo muy inusual para una mujer de su época (periodo Biedermeier).

## Infancia y juventud

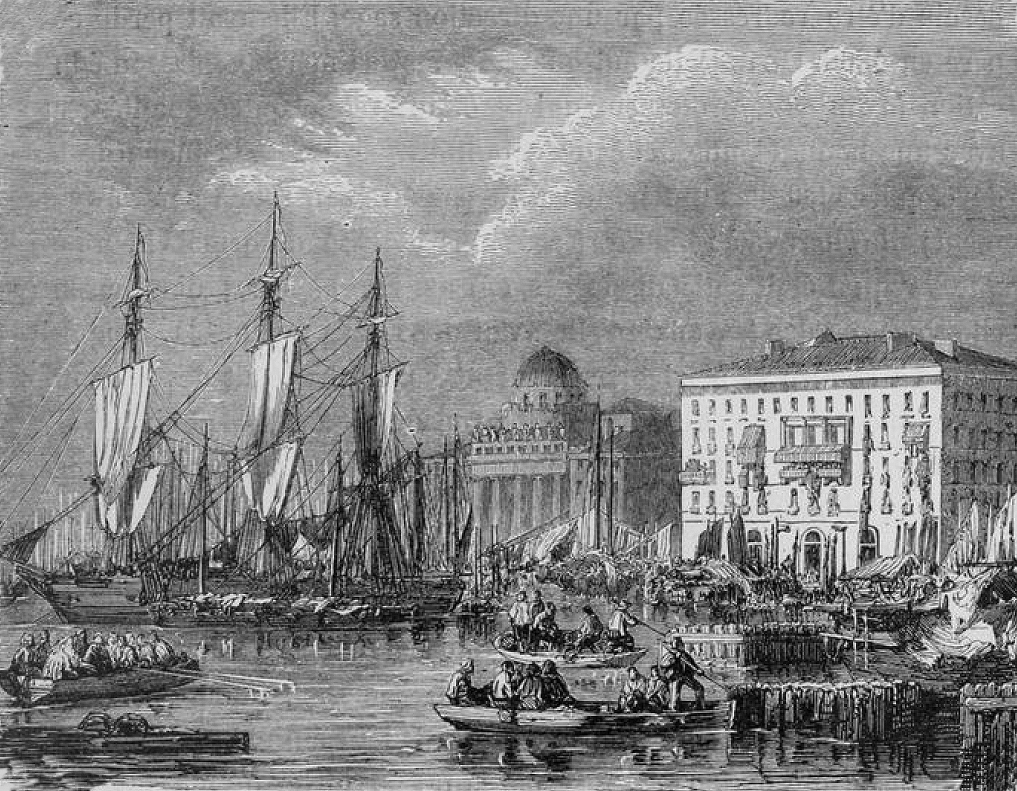
Trieste mediados

Ida Laura Reyer nació en Viena en el seno de una familia de comerciantes de clase media alta. Fue la tercera de siete hermanos, con los cuales compartió la misma educación inflexible de su padre. Aloy Reyer basaba la educación de sus hijos en el valor, la fuerza, la sobriedad y la resistencia al dolor. Ida se crio como un chico más, jugaba en libertad, hacía deporte y leía diarios de viaje. Desde pequeña soñaba con participar en expediciones y conocer países lejanos. Pero todo cambió con la muerte de su padre, cuando Ida tenía nueve años. Su madre tomó las riendas de su educación y quiso convertirla en una dama de la época. Le prohibieron vestirse con ropa de chico, como había hecho hasta ese momento y cambió los diarios de viaje por lecciones de piano y de costura. Ida se rebeló contra estos cambios, leyendo a escondidas todo lo que podía, e incluso llegó a quemarse los dedos de la mano para evitar hacer las actividades típicas de las mujeres. A los 17 años, Ida se enamoró de su tutor de piano y este consiguió que ella aceptara en parte su rol femenino en la sociedad. Sin embargo, la madre no aprobó esta relación por considerar al tutor poco digno para su hija.

## Matrimonio
En 1820, para poder huir de la mala relación que tenía con su madre, Ida accedió a un matrimonio de conveniencia con Mark Anton Pfeiffer, un abogado veinticuatro años mayor que ella con una buena posición en el gobierno de Viena. La vida de ambos se complicó cuando el marido fue acusado de corrupción y su prestigio cayó en picado. Estas circunstancias les impidieron llevar una vida conjunta. La pareja vivía por separado, él en Lemberg y ella en Viena, pero nunca se divorciaron. Tuvieron dos hijos de los cuales se ocupó Ida.

## Independencia
En 1837, la madre de Ida muere y la herencia que recibe le permite dar un giro radical a su vida. Gracias a este dinero, Ida termina de criar a sus hijos hasta que se hacen adultos y consiguen una vida estable. Durante una visita familiar en Trieste, Ida ve el mar por primera vez en su vida y, como escribió posteriormente en sus cuadernos, aquello despertó en ella un ansia por viajar casi incontrolable. Con 45 años, libre por fin de cargas familiares, Ida vende sus propiedades y se aventura a viajar por el mundo.

## Viajes

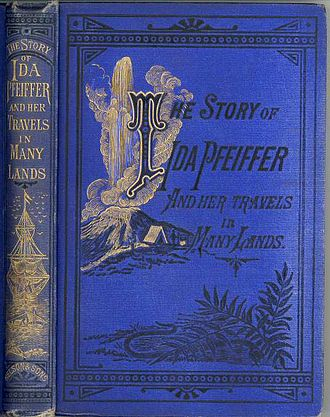
Portada del libro The Story of Ida Pfeiffer and her Travels in many Lands (1879)

### Tierra Santa, Siria y Egipto (1842)
El 22 de marzo de 1842, a los 45 años, Ida Pfeiffer abandonó Viena para emprender su primer gran viaje. La idea de una mujer viajando sola era impensable en ese momento, e Ida tuvo que mentir diciendo que iba a hacer una peregrinación a Tierra Santa, algo más aceptable para la moral de la época. Su verdadero destino incluía Palestina y los países vecinos, una zona políticamente conflictiva y peligrosa, propensa a los brotes de peste. En su viaje, atravesó el Danubio y el Mar Negro y pasó también por Constantinopla, Beirut, Jerusalén, el Mar Muerto, Damasco, Baalbek y Alejandría hasta llegar a El Cairo; desde allí, tras realizar un viaje en camello por el desierto hasta llegar al istmo de Suez, viajó de vuelta a Viena, con paradas en Sicilia, Nápoles, Roma y Florencia. Regresó a su hogar en diciembre de 1842, donde sus amigos y un editor la convencieron para que publicara su diario de viaje. Se publicó de forma anónima en 1843 con el título Reise einer Wienerin in das Heilige Land [Viaje de una vienesa a Tierra Santa] y se convirtió en un gran éxito entre el público por su estilo sencillo y la credibilidad de sus descripciones. Con la cuarta edición del libro, Ida Pfeiffer se declaró autora del libro y los ingresos generados le permitieron financiar sus siguientes viajes.

### Islandia y Escandinavia (1845)
Ida emprendió su viaje al norte en abril de 1845. En este trayecto, estuvo acompañada por un guía local y pasó por Praga, Leipzig, Hamburgo y Kiel hasta llegar a Copenhague, que fue la ciudad desde la que partió hacia Islandia. Sin embargo, Ida se quedó muy decepcionada con este último destino, que imaginaba como un sitio idílico, la «verdadera Arcadia». Tras una dura travesía en un velero, desembarcó de nuevo en Copenhague, y viajó en dirección a Christiania, que es la actual ciudad de Oslo. Conoció a la reina sueca en Estocolmo, volvió a Viena en octubre de 1845 y al año siguiente se publicó el libro en el que narraba toda esta travesía: Reise nach dem skandinavischen Norden und der Insel Island im Jahre 1845 [Viaje al norte escandinavo y a la isla de Islandia en 1845]. Como preparación para futuros viajes, Ida decidió aprender nuevos idiomas como inglés y danés y adquirir conocimientos sobre los fundamentos de taxidermia y de botánica. También se inició en la fotografía, que aún estaba en sus inicios con el daguerrotipo como su máximo exponente.

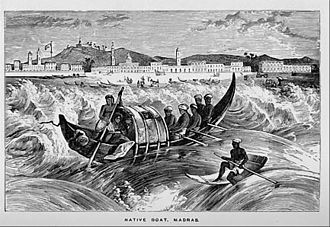
The Story of Ida Pfeiffer and her Travels in many Lands (1879). Illustración (Ruderboot, Madras, India).

### Primera vuelta al mundo (1846-1848)
Ida emprendió este gran viaje en mayo de 1846. Su travesía comenzó en Río de Janeiro, donde se salvó de un intento de asesinato. En febrero de 1847, realizó la travesía en barco por las tormentosas aguas del Cabo de Hornos hasta Valparaíso, en Chile. Atravesando Tahití, donde fue recibida por la reina, llegó a Macao, luego a Hong Kong y, seguidamente, a Cantón. La gente de ese lugar se quedaba muy sorprendida, ya que ver a una mujer blanca era algo muy inusual. Su siguiente destino fue el sur de la India. Ida se alojaba en las casas de indios ricos y distinguidos. Participó en actividades como la caza de tigres y recorrió largas distancias en carros de bueyes. Posteriormente, en abril de 1848, viajó a Mesopotamia y Persia, también visitó Bagdad, acompañó a las caravanas por el desierto, vio las ruinas de Babilonia y Nínive, y tuvo que lidiar con ladrones. El cónsul británico en Tabriz, que conocía perfectamente el país, quedó profundamente impresionado por la audacia de sus aventuras. Regresó a su hogar pasando antes por Armenia, Georgia, Odesa, Constantinopla y Atenas, y llegó a Viena en noviembre de 1848, poco después de que el príncipe de Windisch-Graetz sofocara la Insurrección vienesa, poniendo así fin a la revolución de 1848 en Austria. En 1850, Ida publicó en tres volúmenes el relato de este viaje en Eine Frauenfahrt um die Welt [Viaje de una mujer alrededor del mundo].

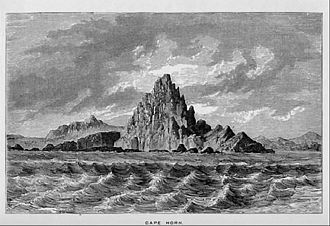
The Story of Ida Pfeiffer and her Travels in many Lands (1879) Ilustración de Kap Hoorn.

### Segunda vuelta al mundo (1851-1855)
Pese a todo el agotamiento ocasionado por su último viaje y la edad que tenía, 54 años, Ida decidió emprender un nuevo viaje alrededor del mundo en 1851. Esta vez, como viajera consagrada, recibió invitaciones por parte de compañías ferroviarias y navieras. Además, había ahorrado suficiente dinero con la venta de sus libros. En mayo de 1851, se marchó a Sudáfrica, lugar desde donde se trasladó a Singapur. Desde ahí, exploró la diversidad de Indonesia y visitó las principales islas: Borneo, Java y Sumatra. Fue la primera mujer blanca en realizar una ruta por el interior de Borneo, convirtiéndose en referente para otros exploradores. En 1852, tuvo un encuentro en Sumatra con los batak, que tenían fama de ser caníbales. No obstante, Ida consiguió salir con vida de ahí.
Más adelante, visitó las Islas Sunda y las Molucas, y navegó por el Pacífico hasta llegar a California en septiembre de 1853. En este lugar y durante la última fase de la fiebre del oro de California, visitó algunas de las ciudades de buscadores de oro. Posteriormente, se dirigió al sur, a Ecuador y Perú, pero una revolución la obligó a cambiar el itinerario previsto. En lugar de cruzar los Andes hasta Brasil, volvió a Ecuador, cruzó las Cordilleras y llegó de nuevo a América del Norte pasando por Panamá a finales de mayo de 1854. En Nueva Orleans, observó los mercados de esclavos y también viajó hacia el norte por el Misisipi, a Chicago, los Grandes Lagos y las Cataratas del Niágara, entre otros lugares. Ida volvió a pisar suelo europeo en Londres en noviembre de 1854. En 1856, publicó los cuatro volúmenes de su diario de viaje con el nombre de Meine zweite Weltreise [Mi segunda vuelta al mundo]. Tras su regreso, ya era tan popular que los lectores de la revista de moda Die Wiener Elegante [La Elegante de Viena] exigían ver una foto de la trotamundos. La revista publicó entonces una representación ligeramente idealizada de Ida Pfeiffer en indumentaria de viaje y con una red aérea de mariposas.

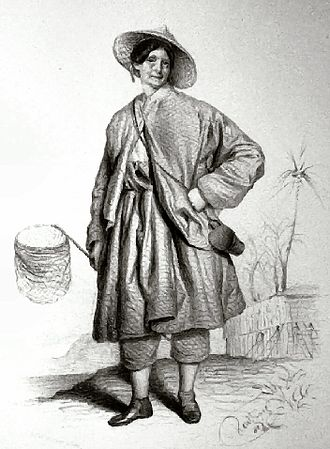
Ida Pfeiffer con indumentaria de viaje.

### Mauricio y Madagascar (1856-1858)
En mayo de 1856, Ida inició el que fue último viaje, con destino a Australia. Embarcó en Róterdam con rumbo a Mauricio, donde permaneció varios meses. En abril de 1857, viajó a Madagascar, donde, a pesar de la actitud generalmente xenófoba de la reina Ranavalona I, tuvo la oportunidad de visitar el interior del país, la capital Antananarivo y también a la propia reina. Pero pronto surgieron conflictos internos, Ida fue acusada de espionaje, fue encarcelada y expulsada junto con otros cinco europeos. Aquejada de fiebre y escoltada por soldados, Ida Pfeiffer fue obligada a cruzar durante 53 días zonas pantanosas infestadas de malaria hasta llegar a la costa. En septiembre de 1857, de vuelta en Mauricio, había sobrevivido a varias enfermedades y planeaba continuar su viaje a Australia. Sin embargo, tras una caer enferma nuevamente en febrero de 1858, se vio obligada a regresar a su ciudad natal en septiembre de 1858. Murió en Viena la noche del 27 al 28 de octubre de 1858 por los efectos tardíos de la malaria que había contraído años antes en su último viaje. Los dos volúmenes del viaje a Madagascar fueron publicados póstumamente por su hijo Oscar en 1861.

## Escrituras y colecciones

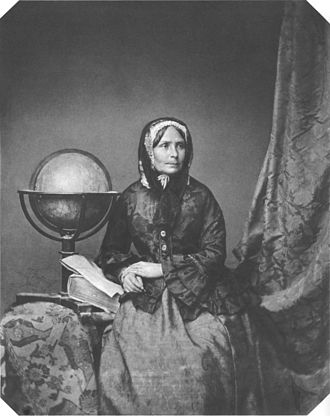
Ida Pfeiffer, durante su viaje a Madagascar (1856).

Los libros de Ida Pfeiffer ganaron popularidad como lectura de entretenimiento para la alta burguesía. Gracias a las ventas, Ida pudo financiarse los viajes. Sus anotaciones no siempre se ajustaban a las normas científicas, pero resultaban interesantes para los etnólogos. En ellas se describían las peculiaridades culturales de los pueblos extranjeros, las formas de convivencia conyugal, el aspecto de las viviendas, las casas, las urbanizaciones, o los rituales que seguían en las bodas y funerales. La viajera Pfeiffer describió el aspecto de las personas que conoció, a veces con valoraciones muy subjetivas, y trató con todo detalle los contrastes que había entre los «salvajes», es decir, los indígenas, y los «civilizados», los ciudadanos de las potencias coloniales. Como mujer, Pfeiffer tuvo acceso a muchos lugares vetados a los hombres viajeros. A pesar de su escasa cualificación científica, contribuyó a enriquecer los conocimientos científicos con nuevos datos geográficos y etnológicos.
Tras su viaje a Palestina, Ida Pfiffer adquirió una gran ambición por coleccionar productos naturales a menudo en circunstancias difíciles. En total, reunió varios miles de plantas, escarabajos, mariposas, cangrejos, peces, pájaros, pequeños mamíferos y minerales, pero también objetos de interés etnológico e histórico-cultural. Ofreció estos hallazgos a los museos europeos para su venta. En Viena, por ejemplo, pasaron a formar parte de los fondos del Museo de Historia Natural y del Museo de Etnología. Varios de los animales que había recogido fueron bautizados con su nombre, entre ellos había una variedad de gamba (Palaemon idae) de la isla de Borneo, un insecto tipo palo (Myronides pfeifferae), una caracola (Vaginula idae) y una especie de rana acuática (Rana idae) de Madagascar. Ludwig Redtenbacher, un entomólogo que en 1867 investigó acerca del rendimiento de los escarabajos en la expedición de la fragata Novara, bautizó con el nombre de Pfeiffer una especie, Myrina pfeifferi, que ella misma había recogido en Borneo.

## Reputación pública y honores

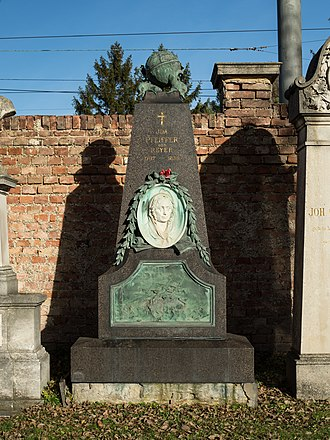
Sepulcro de Ida Pfeiffer.

Ida tenía fama de ser una persona muy perseverante. En sus relatos mostraba una mirada crítica, a menudo al margen de lo correcto. No tenía ningún pudor a la hora de mostrar su juicio ante las cosas que observaba en sus viajes. Ese modo de escribir, libre y directo, tuvo un gran éxito entre sus contemporáneos. Ida llevaba una vida muy austera y guardaba celosamente su intimidad. Gracias a la difusión de los relatos sobre sus viajes, Ida Pfeiffer se convirtió en un personaje conocido no sólo por el público general, sino también por exploradores y científicos de todo el mundo. Durante una estancia en Berlín, conoció a Alexander von Humboldt, del cual escribió en sus crónicas: «Me recibió de forma exquisita y amistosa, y mis viajes no sólo parecieron interesarle, sino que se quedó tan asombrado que exclamó varias veces: “¡Has logrado cosas increíbles!”». También menciona a diversas personalidades de la época: «[...] No menos calurosamente me recibió Bettina von Arnim... También pude presentarme ante el compositor Mayerbeer y el príncipe Pückler Muskau.». Humboldt le consiguió una invitación para la corte prusiana, y en 1856 recibió la Medalla de Oro de la Ciencia y el Arte de manos del rey Federico Guillermo IV. Junto con el geógrafo Carl Ritter, Humboldt hizo campaña para que la sociedad geográfica de Berlín nombrara a Ida Pfeiffer como la primera mujer en ser miembro honorario. La sociedad geográfica de París también la aceptó como miembro honorario. Sin embargo, la sociedad geográfica de Londres denegó su ingreso por ser mujer.
Pero su modo de vida y su fuerte carácter también fueron criticados. Ida apareció en varias caricaturas y panfletos difamatorios, y su figura fue motivo de acalorados debates en los medios de comunicación.
Más de tres décadas después de su muerte, y gracias a la petición de la asociación feminista Verein für erweiterte Frauenbildung [Asociación para la Formación Ampliada de la Mujer], Ida consiguió un sepulcro honorífica en el Cementerio Central de Viena (Grupo 0, Fila 1, Número 12). En 1897, el presidente de la Sociedad Geográfica Austríaca dijo de ella que era «indiscutiblemente, la viajera más importante del mundo a día de hoy». Pero después de eso, la figura de Ida fue olvidada durante unos 100 años. En la actualidad, existen varios documentales sobre su vida y sus viajes. También se habla de ella en la radio, y se han reeditado sus libros de viajes. Sus textos aparecen en diversos tratados literarios y etnológicos.
El billete de 50 chelines iba a estar dedicado a Ida, pero debido a la introducción del euro no se llegó a imprimir; y en 2008, una calle de Viena fue nombrada en su honor.

## Obras
- Reise einer Wienerin in das Heilige Land. Jakob Dirnböck, Viena. 1844.
- Reise nach dem skandinavischen Norden und der Insel Island im Jahre 1845. Gustav Heckenast, Pest. 1846
- Eine Frauenfahrt um die Welt. Reise von Wien nach Brasilien, Chili, Otahaiti, China, Ost-Indien, Persien und Kleinasien. Carl Gerold, Viena. 1850.
- Meine zweite Weltreise.Von Wien nach London, Singapore, Borneo, Java, Sumatra, Celebes, Die Molukken, Kalifornien, Peru, Ecuador und Vereinigte Staaten von Nordamerika. Carl Gerold, Viena. 1856.
- Reise nach Madagaskar: Nebst einer Biographie der Verfasserin, nach ihren eigenen Aufzeichnungen (Ihre letzte Reise). Carl Gerold, Viena. 1861.[4]